# Kenzo Tange
Kenzo Tange (Osaka, 4 de setembro de 1913 — Tóquio, 22 de março de 2005) foi um arquiteto e urbanista japonês, vencedor do Prémio Pritzker de 1987.
Obteve o diploma de arquiteto em 1938, na Universidade de Tóquio, e a partir desta data começou a trabalhar com Kunio Maekawa. Prosseguiu seus estudos nas áreas de Planeamento Urbano, obtendo um mestrado, começando depois a lecionar como professor assistente de arquitetura. 
Após uma formação suplementar como engenheiro, em 1963 tornou-se professor de Engenharia Urbana na Universidade de Tóquio, cargo que ocupou até 1974.

Sua obra abrange períodos distintos, tendo sido, numa primeira fase, influenciado pelo discurso do Movimento Moderno, tentado estabelecer uma combinação entre os pressupostos funcionalistas por este defendidos com a arquitectura tradicional japonesa, o que lhe valeu conhecer o sucesso muito cedo. Uma das suas primeiras obras é precisamente um memorial à cooperação entre a Ásia, de 1942 (não executada), reflexo de um sentimento nacionalista que vigorava na altura, e na qual Tange deve o início da sua carreira.

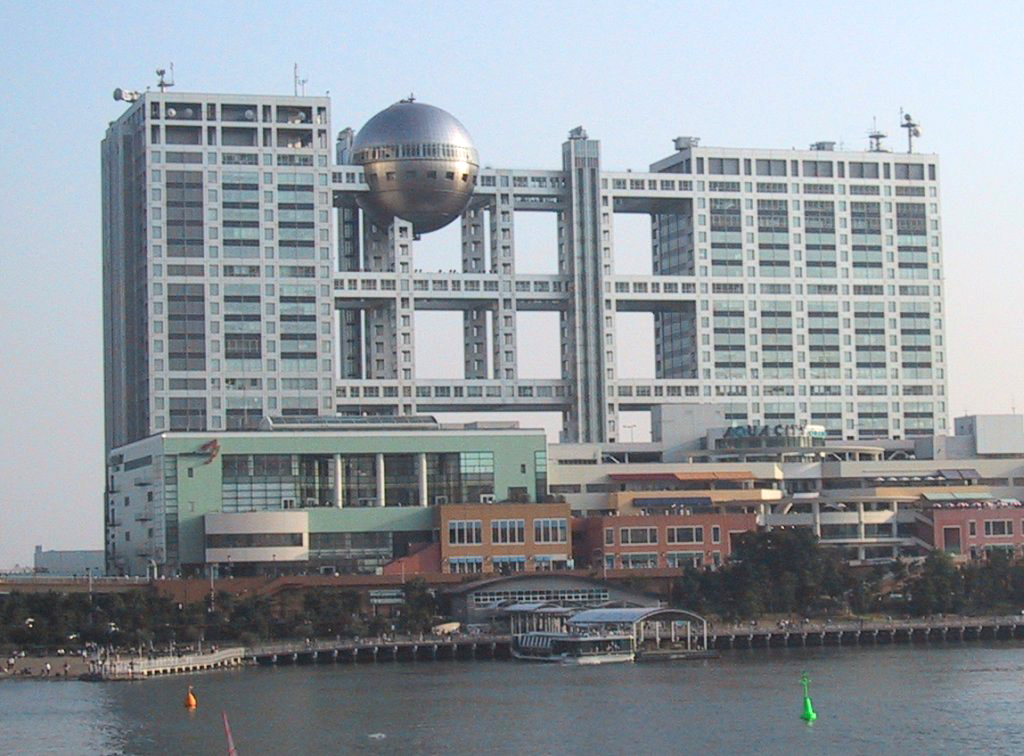
The Fuji TV, Odaiba

Contudo, se este regionalismo vigorou até cerca de 1960, após este período inicia uma nova fase em que de modo mais persistente se vão fazer sentir as influências do estilo internacional, através de um cada vez maior abstraccionismo formal, utilizando matérias como o betão e o vidro para criar atmosferas que, embora dotadas de expressividade plástica, pretendem fazer um maior uso das propriedades cénicas da luz, criando fortes contrastes entre zonas sombreadas e zonas iluminadas. Assim, as suas obras são sempre dotadas de um grande dramatismo, apesar do recurso a um conjunto de materiais bastante restrito. Como exemplo da sua obra temos o Hiroshima Peace Centre (1949-1956), o "City Hall" de Kurashiki (1960) e a Arena Olímpica de Tóquio (1961-1964).
No capítulo do urbanismo, são mais uma vez óbvias as influências do Movimento Moderno, e em particular de Le Corbusier, onde a sua concepção de uma megaestrutura capaz de albergar simultaneamente diversos serviços e acessos a transportes corresponde às necessidades da sobrepovoada cidade japonesa. 

## Principais obras

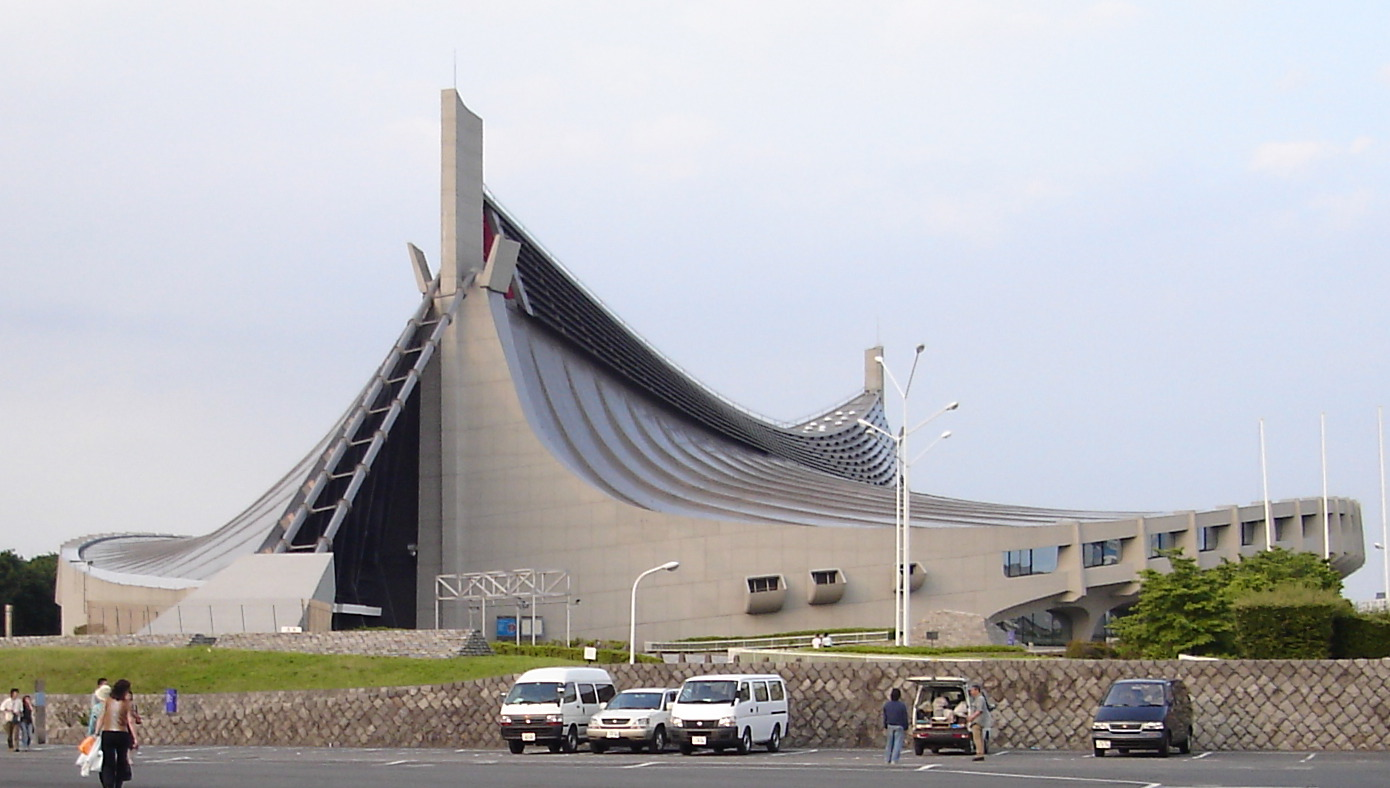
Yoyogi National Gymnasium, Shibuya, Tokyo

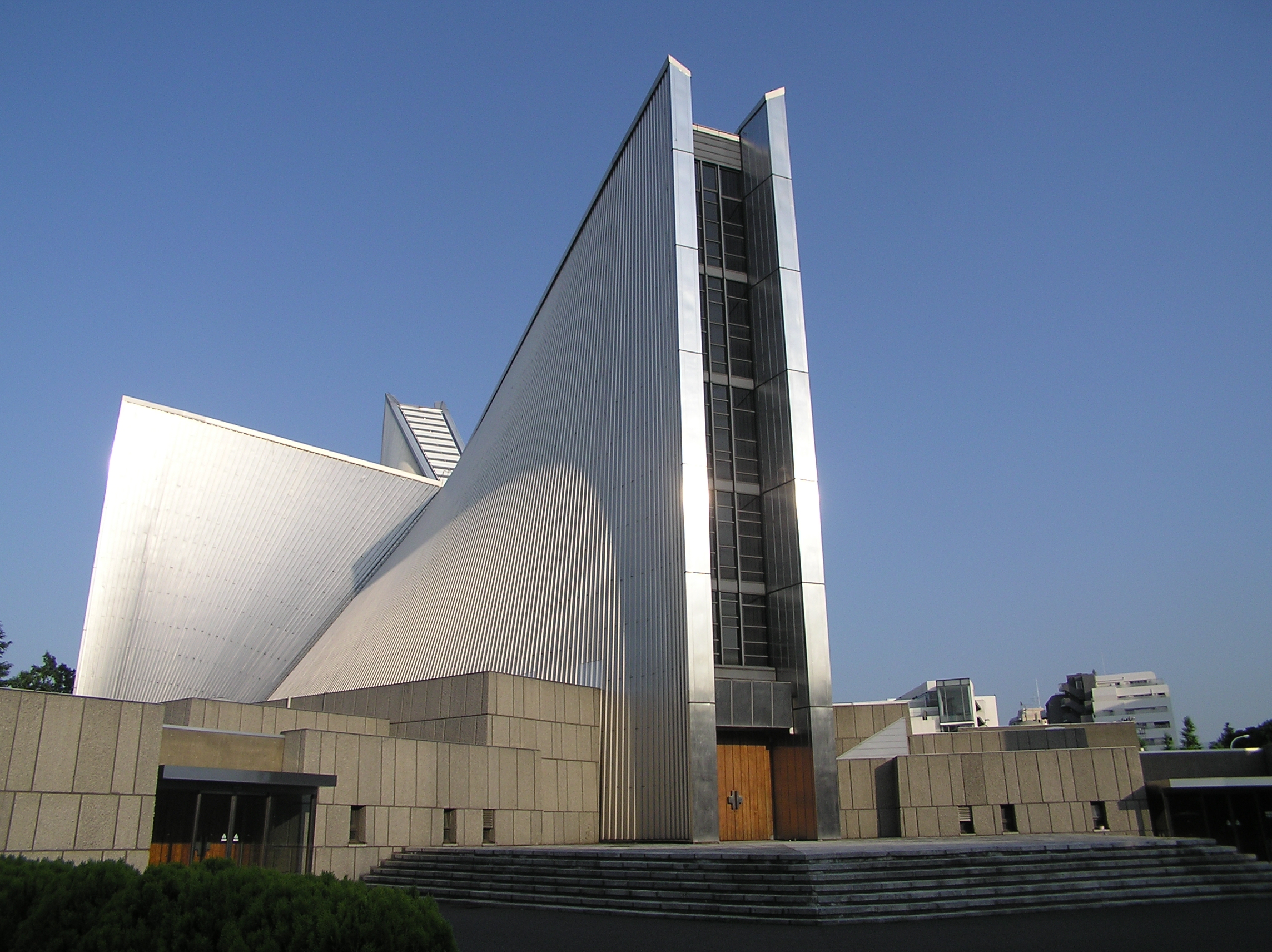
Marys Cathedral, Tokyo

- 1955: Peace Memorial Park of Hiroshima
- 1957: (Former) Tokyo Metropolitan Government Building, Yurakucho
- 1958: Kagawa Prefectural Government Building, Takamatsu, Kagawa
- 1960: Kurashiki City Hall, Kurashiki, Okayama
- 1964: St. Mary's Cathedral (Tokyo Cathedral) (Roman Catholic), Tokyo
- 1964: Yoyogi National Gymnasium for the 1964 Summer Olympics, Tokyo
- 1970: Site of Expo '70, Suita, Osaka
- 1979: Hanae Mori Building Aoyama, Tokyo
- 1986: Nanyang Technological University, Singapore
- 1991: Tokyo Metropolitan Government Building, Shinjuku
- 1996: Fuji Television Building, Odaiba, Tokyo
- 1998: WKC Centre For Health Development, Kobe, Hyogo
- 2000: Tokyo Dome Hotel
- 2003: The Linear - Private Apartments, Singapore
- 2005: Hwa Chong Institution Boarding School, Singapore